# Trichomachimus kashmirensis
Trichomachimus kashmirensis är en tvåvingeart som beskrevs av H. Oldroyd 1964. Trichomachimus kashmirensis ingår i släktet Trichomachimus och familjen rovflugor. Inga underarter finns listade i Catalogue of Life.